# Leptodirus hochenwartii
Leptodirus hochenwartii je jeskynní brouk z čeledi Leiodidae a jediný druh v rodu Leptodirus. Je pravým troglobitem, přizpůsobeným životu v podzemí a neschopným přežít mimo své přirozené prostředí. Brouk žije převážně ve větších jeskyních, ve kterých teplota nepřekračuje 12 °C. Jeho charakteristickými rysy jsou úzký hrudník, prodloužené nohy a tykadla, absence pigmentu a úplně zakrnělé oči. Avšak možná nejnápadnějším rysem jsou klenuté krovky, které mu dodávají kulovitý vzhled.

## Objev
Leptodirus hochenwarti, vůbec první známý druh z tribu Leptoderini, byl objeven roku 1831 Lukou Čečem, pomocným osvětlovačem, ve slovinské jeskyni Postojna. Jednalo se o převratný objev, neboť do té doby se považovalo za nemožné, aby hmyz žil v jeskyních. Nalezený exemplář byl darován hraběti Franku Hochenwartovi, který je ke studiu předložil Ferdinandu Schmidtovi. Ten je pak v roce 1832 zatřídil jako nový rod (Leptodirus) a druh (L. hochenwarti). Schmidt pak pokračoval ve výzkumu v oblasti u jeskyně Postojna sám, a objevil řadu dalších druhů. Jeho překvapující objevy vzbudily zájem biologů po celém světě a došlo k vytvoření nového odvětví biologie, které bylo později nazváno speleobiologie.

## Taxonomie
L. hochenwartii je endemický v západních Dinárských horách. V současnosti je rozpoznáváno šest poddruhů.
- L. hochenwartii hochenwartii Schmidt, 1832
- L. hochenwartii reticulatus J. Müller, 1906
- L. hochenwartii schmidti Motschoulsky, 1856
- L. hochenwartii croaticus Pretner, 1955
- L. hochenwartii velebiticus Pretner, 1970
- L. hochenwartii pretneri Müller, 1926